# Иванка Живковић
Иванка Живковић (Београд, 22. септембар 1936 — Београд, 11. август 2022) била је српска сликарка и педагог која се највише бавила рестаурацијом, конзервацијом и копирањем фресака.

## Биографија
Иванка Живковић је 1960. дипломирала на Факултету ликовних уметности у Београду, где је и магистрирала 1962. у класи професора Недељка Гвозденовића. Потом је магистрирала на Краљевском институту за уметничко наслеђе (фр. Institut Royal du patrimoine artistique) у Белгији 1966. године. Студијска путовања имала је у Италији, Француској и Египту.
Радила је као професорка на Факултету ликовних уметности у Београду од 1974. до 2002. године, где је два пута била продекан и в. д. декана. Предавала је и на Академији лепих уметности (1996–2004).
Од 1969. до 1985. копирала је низ композиција за Галерију фресака у Београду. Била је члан Друштва конзерватора Србије и УЛУС-а, на чијим је изложбама редовно излагала. Бавила се још и цртаним филмом и сценографијом.

## Самосталне изложбе
- Београд (1962, 1965),
- Брисел (1966),
- Галерија Дома Омладине, Београд (1989),
- Салон 77, Ниш (2011),
- Библиотека града Београда (2015),
- Галерија Хаос, Београд (2018),
- Ретроспективна/постхумна изложба, Београд (2023).

## Групне изложбе
- Октобарски салон, Београд (1962, 1962, 1964, 1965),
- Бијенале акварела, Рим (1964, 1965, 1967),
- Тренто (1967),
- Бијенале младих, Ријека,
- Амстердам,
- Милано,
- Атина,
- Мексико,
- Крит,
- Велика Плана,
- Сомбор,
- Врбас,
- Чачак,
- Ниш,
- Пирот.

## Награде
- 1964. на 4. Ликовној јесени у Сомбору;
- 1978. у Салсомађоре Терме (Италија) додељена јој је златна медаља;
- 1983. у Ровињу плакета Гризија и Велика плакета са повељом Универзитета уметности у Београду;
- 1986. награда Завичајног музеја Ровиња
- 1987. Спомен-плакета Факултета ликовних уметности.

## Уметничко дело
Иванка Живковић је конзервацијом средњовековног живописа почела да се бави почетком шездесетих година двадесетог века. Руководила је радом екипа које су штитиле фреске у многим манастирима и црквама, као што су: Борач, Јошаница, Столив, Котор, Режевићи, Горњак, Сисојевац, Рамаћа, Словац, Копорин, Пустиња, Крњево, као и Лучка капетанија у Сочију, а учествовала је са екипама и у Белој цркви каранској, Милешеви, Светом Петру у Расу, Сопоћанима, Пећкој патријаршији, капели Лудбрег у Вараждинским Топлицама, Павинској цркви у Лепоглави, Пиви и Савини.
На прелазу два миленијума Живковићева се окреће пејзажном сликарству, у коме постиже специфичан лични стил. Боравећи у природи, тумачи је на платну бојама своје маште. Међу радовима на папиру најзаступљенији су цртежи и пастели, а окушала се и у акварелу. Њен цртачки опус се може пратити од касних 1950-их до раних 2000-их, а њен рад са пастелом од 1980-их до средине 2000-их. Оријентисана ка чистоћи израза, која је ефектнија што је једноставнија, од почетка се фокусирала на класични извођачки поступак и технику (мастило, перо и угаљ). Њени цртежи су енергични и експресивни, одражавајући префињен уметнички стил и осетљиво осећање линије као основног иконографског алата.
Алекса Челебоновић је у Иванкином сликарству препознао интелектуалне конструкције, јер је тумачила оно што није физички видљиво, а Љиљана Ћинкул афирмацију радости стварања кроз динамичне пулсације реализоване најбољим материјалом, као што је ручно прављен суви пастел од скупоцених пигмената. Поводом њене најрепрезентативније изложбе у Галерији Хаос 2018. године, када је приказала свој шездесетогодишњи рад на цртежу „интимним записима на папиру, говору душе”, по речима Борке Божовић. Мишко Павловић је у предговору каталога написао да се "уметница не обазире на хировитости и помодности времена и да њени радови подсећају на драгоцене музејске експонате у најбољем смислу те речи, на један помало ишчезли приступ стваралаштву – искрен као исповест, потпун као утеха".